# Craspedosoma doranum
Craspedosoma doranum är en mångfotingart som beskrevs av Karl Wilhelm Verhoeff 1932. Craspedosoma doranum ingår i släktet Craspedosoma och familjen knöldubbelfotingar. Inga underarter finns listade i Catalogue of Life.